# Lục quân Việt Nam Cộng hòa
Lục quân Việt Nam Cộng hòa (Tiếng Anh: Army of the Republic of Vietnam, ARVN) hay Bộ binh là lực lượng quân chủ lực chiến đấu trên bộ của Việt Nam Cộng hòa. Lực lượng này có nguồn gốc là những binh lính người Việt chiến đấu trong quân đội Liên hiệp Pháp, sau là Quân đội Quốc gia Việt Nam. Năm 1955, Ngô Đình Diệm lên làm tổng thống, đổi Quốc gia Việt Nam thành Việt Nam Cộng hòa, Quân đội Quốc gia Việt Nam chính thức đổi tên thành Quân đội Việt Nam Cộng hòa.
Vào thời kỳ đỉnh cao, Lục quân Việt Nam Cộng hòa lớn thứ 4 trên thế giới theo số lượng binh sĩ, chỉ sau Liên Xô, Hoa Kỳ và Trung Quốc.

## Lịch sử hình thành
Sau khi Chiến tranh Thế giới thứ hai chấm dứt, Pháp mang quân viễn chinh trở lại Đông Dương nhằm đặt lại nền đô hộ trên các thuộc địa cũ theo chính sách thực dân của Pháp. Tướng Charles de Gaulle bổ nhiệm đô đốc Thierry d'Argenlieu làm Cao ủy Đông Dương và tướng Philippe Leclerc de Hauteclocque làm Tư lệnh Quân đội Viễn chinh. Vào cuối tháng 9 năm 1945, quân đội Pháp đã núp bóng quân đội Anh do tướng Douglas Gracey chỉ huy để giải giới Quân đội Nhật từ vĩ tuyến 16 trở xuống.
Cuộc xâm lăng mới của Pháp này đã gặp sức kháng cự mạnh mẽ của Việt Nam, nhất là Chính phủ Việt Nam Dân chủ Cộng hòa, các đoàn thể võ trang như Cao Đài, Hòa Hảo, Bình Xuyên trong Miền Nam. Mặc dù tinh thần kháng chiến chống thực dân của người Việt rất cao, nhưng vì vũ khí thô sơ và tổ chức còn rời rạc, nên các lực lượng vũ trang này bị quân Pháp đánh bật khỏi các đô thị ven biển và đồng bằng. Đa số phải rút về thôn quê hay vào bưng biền kháng chiến lâu dài. Pháp nhanh chóng tổ chức các lực lượng bản xứ để trợ giúp cho việc chiếm đóng và bình định lãnh thổ. Trong số những người ra cộng tác với Pháp, một số đã gia nhập Quân đội Viễn chinh và được gọi là Thân binh Đông Dương (Partisans Indochinois). Về sau, vì nhu cầu chiến tranh bành trướng mau lẹ, người Pháp đã tuyển mộ lính địa phương tại chỗ và lập thành các lực lượng phụ thuộc (forces suppletives) do sĩ quan Pháp chỉ huy. Nhiều người hợp tác với Pháp là các phần tử muốn nhờ cậy vào thế lực của Pháp để chống lại Việt Minh, phong trào mà họ cho là có xu hướng thân Chủ nghĩa Cộng sản.
Sang năm 1948, "Giải pháp Bảo Đại" ra đời với chủ trương đoàn kết các lực lượng chống Việt Minh. Theo Hiệp ước Élysée ký ngày 8 tháng 3 năm 1949 giữa Quốc trưởng Việt Nam Bảo Đại và Tổng thống Pháp Vincent Auriol, Quốc gia Việt Nam được thành lập, có Quân đội và Chính sách ngoại giao riêng. Do đó, quân đội được chính thức thành lập và lấy tên là Quân đội Quốc gia Việt Nam.
Do nghị định Quốc phòng ngày 13 tháng 4 năm 1949, Quân đội Quốc gia được thành lập, lúc đầu lấy tên là Vệ binh Quốc gia (Garde Nationale). Quân đội Quốc gia lúc này có quy chế riêng và lương bổng được hưởng tương đối cao hơn phụ lực quân lúc trước. Ba đơn vị chiến đấu đầu tiên được thành lập ngày 1 tháng 10 năm 1949 là các Tiểu đoàn Bộ binh số 18, 2 và 3, gọi tắt là BVN (Batallion Vietnamien).
Lần lượt, các lực lượng quân sự phụ thuộc khác như Cộng hòa Vệ binh trong miền Nam, Bảo vệ Quân ở miền Trung (sau đổi tên là Việt binh Đoàn) và Bảo chính Đoàn ở miền Bắc, được thuyên chuyển qua hoặc sáp nhập vào Quân đội Quốc gia. Còn các lực lượng võ trang của các giáo phái như Cao Đài, Hòa Hảo, Bình Xuyên tại Miền Nam Việt Nam hoặc trở về hợp tác với Chính phủ Quốc gia Việt Nam, hoặc rút về căn cứ kháng chiến, nhưng về sau lần lượt bị tiêu diệt.
Quân số Quân đội Quốc gia vào cuối năm 1949 là 45.000 người, không kể các lực lượng còn trong hệ thống quân đội Pháp.
Ngày 11 tháng 5 năm 1950, Thủ tướng Trần Văn Hữu tuyên bố thành lập Quân đội Quốc gia với lập trường "Chống Cộng", gia tăng quân số lên 60.000 người, do ngân sách Quốc gia đài thọ 40%, phần còn lại do Pháp gánh chịu. Viện trợ Mỹ cũng bắt đầu giao thẳng cho các đơn vị Việt Nam, chứ không qua trung gian Quân đội Pháp theo Chương trình Viện trợ Hỗ tương Quốc phòng (Mutual Defense Assistance Program - MDAP).
Ngày 5 tháng 5 năm 1951, Bộ Quốc phòng Việt Nam mới thật sự thành hình, với những cơ cấu tổ chức đầu não như Bộ Tổng tham mưu, Nha Quân pháp, Nha Thanh tra, Tổng nha Hành chánh và Quân lương, Nha Quân cụ, Nha Quân y, v.v.
Cuối năm 1951, quân số lên tới 110.000 người. Các đơn vị nòng cốt được thành lập trong thời kỳ này là:
-Tiểu đoàn Nhảy dù.
-Đại đội 1 và 3 Truyền tin.
-Đệ Nhất Chi đoàn Thám thính xa.
-Tiểu đoàn Pháo binh.
-Đại đội 2 và 3 Công binh.
Cuối năm 1952, Quân đội Quốc gia có 148.000 người, gồm 95.000 quân Chủ lực và 53.000 Bảo an Địa phương. Các đơn vị gồm có:
-59 Tiểu đoàn Bộ binh.
-2 Tiểu đoàn Nhảy dù.
-2 Tiểu đoàn Ngự lâm quân.
-8 Tiểu đoàn Sơn cước
Về cơ giới có:
-6 Chi đoàn Thám thính xa.
-1 Tiểu đoàn Pháo binh và 8 Pháo đội biệt lập.
-6 Đại đội Vận tải.
-6 Đại đội Truyền tin.
-2 Liên đoàn Tuần giang.
Năm 1954, Quân đội Quốc gia có nhiều Tiểu đoàn tham gia trận Điện Biên Phủ bên cạnh lực lượng Pháp. Một chỉ huy nổi tiếng là một sĩ quan người Việt, Phạm Văn Phú (sau này là Tư lệnh Quân đoàn của Quân lực Việt Nam Cộng hòa) và nhiều đơn vị tiêu biểu cũng tham gia trận đánh, gây nhiều khó khăn cho bộ đội Việt Minh. Tổng số quân nhân người Việt ở lòng chảo Mường Thanh khoảng 2.000 binh sĩ. Pháp thất bại sau 55 ngày đêm chiến đấu, tất cả quân nhân Pháp và Việt chịu chung số phận bị Việt Minh bắt sống.

## Thời kỳ sau 1954
Sau cuộc ngưng bắn do Hiệp định Genève ấn định, các đơn vị của Quân đội Quốc gia đồn trú tại phía bắc Vĩ tuyến 17 được lần lượt di chuyển vào Nam kể từ tháng 8 năm 1954. Phần lớn các đơn vị đóng chung quanh Hà Nội và Hải Phòng được đưa vào vùng Đà Nẵng, Nha Trang và các tỉnh Miền Trung. Các Tiểu đoàn Nùng (Sơn cước) được đưa vào Cam Ranh để sau này thành lập Sư đoàn Nùng tại sông Mao do Đại tá Vòng A Sáng chỉ huy. Bộ Tư lệnh Đệ Tam Quân khu dời vào Nha Trang. Riêng các Trung tâm Huấn luyện Hà Nội và Quảng Yên được sáp nhập vào Trung tâm Quán Tre thuộc tỉnh Gia Định.
Trong thời gian chiến tranh, một số đơn vị bị Việt Minh bắt làm tù binh đã tự giải tán, phần lớn binh sĩ bỏ về quê. Nhiều đơn vị khác cũng tự bỏ chạy hoặc gia nhập Việt Minh. Một phần vẫn được đi theo Quân đội vào Nam khi Việt Minh trao trả tù binh, sau này gia nhập Quân đội Việt Nam Cộng hòa, tiêu biểu như tướng Phạm Văn Phú.
Cũng trong thời gian này, các lực lượng vũ trang Giáo phái như Cao Đài, Hòa Hảo được sáp nhập vào Quân đội Quốc gia để thành lập một Quân lực có sự chỉ huy thống nhất trên toàn quốc. Riêng có một nhóm Hòa Hảo ly khai chừng vài ngàn người, dưới quyền chỉ huy của Thiếu tướng Lê Quang Vinh, tức Ba Cụt, rút sang Campuchia để chống lại Chính phủ quốc gia.
Ngày 26 tháng 10 năm 1955, khi cử hành lễ đăng quang của Tổng thống Ngô Đình Diệm và cũng là ngày khai sinh nền Đệ Nhất Cộng hòa Việt Nam. Quân đội Quốc gia được đổi tên là Quân đội Việt Nam Cộng hòa. Lúc đó, quân số là 167.000 người.
Dưới sự hỗ trợ của Mỹ, Quân lực Việt Nam Cộng hòa là lực lượng nòng cốt bảo vệ an ninh và bình định lãnh thổ miền Nam từ vĩ tuyến 17 cho đến mũi Cà Mau. Về Bộ binh, bảng cấp số được tăng lên đến 11 sư đoàn, một lực lượng Tổng trừ bị gồm Sư đoàn Nhảy dù và Sư đoàn Thủy quân Lục chiến. Ngoài ra, còn có nhiều Liên đoàn Biệt động quân được đặt dưới quyền sử dụng của các Quân khu. Riêng các Quân chủng Không quân và Hải quân cũng được mở rộng tối đa trong thời kỳ này. Đây là giai đoạn chuyển mình của Quân lực Việt Nam Cộng hòa, biến đổi từ một lực lượng phụ thuộc vào lực lượng Viễn chinh Pháp để trở thành một Quân đội hiện đại và được trang bị tối tân.
Trong chương trình "Việt Nam hóa chiến tranh" của Mỹ, Quân lực Việt Nam Cộng hòa được chia ra làm 3 giai đoạn chính:
- Giai đoạn 1: Huấn luyện và trang bị Quân lực Việt Nam Cộng hòa để chuyển giao dần trách nhiệm bộ chiến
- Giai đoạn 2: Phát triển khả năng yểm trợ của Quân lực Việt Nam Cộng hòa
- Giai đoạn 3: Các quân nhân Hoa Kỳ, nếu còn lại ở Việt Nam, sẽ chỉ giữ vai trò cố vấn

Tính đến năm 1972, Hoa Kỳ đã chuyển giao cho Quân lực Việt Nam Cộng hòa trên 800.000 vũ khí, khoảng 2.000 chiến xa và hàng ngàn đại bác, khoảng 44.000 máy truyền tin.
So với năm 1968, Quân lực Việt Nam Cộng hòa có khoảng 700.000. Vào cuối năm 1971 đã tăng lên trên 1 triệu người.
Lục quân được gia tăng lên đến 450.000 người, chia ra 13 Sư đoàn Bộ binh, gồm 171 Tiểu đoàn lưu động được phối trí như sau: 
- Sư đoàn 1, Sư đoàn 2 và Sư đoàn 3 trấn đóng tại Vùng 1 Chiến thuật (Quân khu 1), trực thuộc Quân đoàn I
- Sư đoàn 22 và Sư đoàn 23 trấn đóng tại Vùng 2 Chiến thuật (Quân khu 2), trực thuộc Quân đoàn II
- Sư đoàn 5, Sư đoàn 18 và Sư đoàn 25 trấn đóng tại Vùng 3 Chiến thuật (Quân khu 3), trực thuộc Quân đoàn III
- Sư đoàn 7, Sư đoàn 9 và Sư đoàn 21 trấn đóng tại Vùng 4 Chiến thuật (Quân khu 4), trực thuộc Quân đoàn IV

Hai Sư đoàn và 1 Liên đoàn Tổng trừ bị là: Sư đoàn Nhảy dù và Sư đoàn Thủy quân Lục chiến và Liên đoàn 81 Biệt cách Nhảy dù. Mười bảy (17) Liên đoàn Biệt động quân, gồm 12 Liên đoàn đặt trực thuộc các vùng chiến thuật và 5 Liên đoàn Tổng trừ bị cho Bộ Tổng Tham mưu. 44 Tiểu đoàn Pháo binh 105, 15 Tiểu đoàn 155, và 5 Tiểu đoàn 175 ly (có tầm bắn xa tương đương với đại bác 130 ly của đối phương). Các đại bác loại 105 ly có tầm bắn 11.000 - 11.500 m, loại 155 ly có tầm bắn 14.600 mét, loại 175 ly có tầm bắn 32.000 mét. Thiết giáp gồm 18 Thiết đoàn Kỵ binh (trong đó là các chiến xa hạng nhẹ M41 và thiết vận xa M113) và 3 Thiết đoàn chiến xa hạng nặng M48 Patton.
Lực lượng Địa phương quân và Nghĩa quân tại các Tiểu khu và Chi khu cũng gia tăng đáng kể, lên đến 550.000 người vào năm 1972. Quan trọng hơn nữa, lực lượng này đã được trang bị vũ khí tối tân như M-16 và M-60 để thay thế các vũ khí lỗi thời như M-1 và trung liên BAR.
Lục quân có Lục quân Công xưởng tại Gò Vấp để sửa chữa và bảo trì những chiến cụ nặng như chiến xa và đại bác, v.v.

## Bổ sung
Các Sư đoàn Bộ binh, các đơn vị Tổng trừ bị và các Liên đoàn Biệt động quân được xếp vào thành phần Lục quân có các đơn vị chủ lực trực thuộc như sau:
- 11 Sư đoàn Bộ binh:

| -Sư đoàn 1: Trung đoàn 1, 3, 51 và 54 -Sư đoàn 2: Trung đoàn 4, 5 và 6 -Sư đoàn 3: Trung đoàn 2, 56 và 57 -Sư đoàn 5: Trung đoàn 7, 8 và 9 -Sư đoàn 7: Trung đoàn 10, 11 và 12 -Sư đoàn 9: Trung đoàn 14, 15 và 16 | -Sư đoàn 18: Trung đoàn 43, 48 và 52 -Sư đoàn 21: Trung đoàn 31, 32 và 33 -Sư đoàn 22: Trung đoàn 40, 41, 42 và 47 -Sư đoàn 23: Trung đoàn 44, 45 và 53 -Sư đoàn 25: Trung đoàn 46, 49 và 50 |

- 2 Sư đoàn Tổng trừ bị:
-Sư đoàn Nhảy dù: Lữ đoàn 1, 2, 3, 4 và 5 (đang hình thành)
-Sư đoàn Thủy quân Lục chiến: Lữ đoàn 147, 258, 369 và 468
- Liên đoàn Tổng trừ bị:
-Liên đoàn 81 Biệt cách dù: Có 3 đơn vị tác chiến được gọi là các Bộ chỉ huy chiến thuật (ngang cấp Tiểu đoàn), mỗi Bộ chỉ huy chiến thuật có 4 Biệt đội (ngang cấp Đại đội)
- 17 Liên đoàn Biệt động quân được phân bổ như sau:
A -Các Liên đoàn Biệt động quân Tiếp ứng (Hậu cứ ở các tỉnh thuộc Quân khu và hoạt động ở bất cứ nơi nào theo nhu cầu chiến sự trong phạm vi Quân khu). Trực thuộc Bộ Chỉ huy Biệt động quân Quân khu, dưới sự Tổng chỉ huy và điều động của Quân đoàn, thống thuộc vào Sư đoàn hoặc Tiểu khu nơi Liên đoàn tăng phái hoặc đóng quân:
-Quân khu 1 có 4 Liên đoàn (Tổng trừ bị cho Quân đoàn I): Liên đoàn 11, Liên đoàn 12 (Liên đoàn 1 cũ), Liên đoàn 14 và Liên đoàn 15
-Quân khu 2 có 5 Liên đoàn (Tổng trừ bị cho Quân đoàn II): Liên đoàn 21, Liên đoàn 22, Liên đoàn 23 (Liên đoàn 2 cũ), Liên đoàn 24 và Liên đoàn 25
Quân khu 3 có 3 Liên đoàn (Tổng trừ bị cho Quân đoàn III): Liên đoàn 31 (Liên đoàn 3 cũ), Liên đoàn 32 (Liên đoàn 5 cũ) và Liên đoàn 33
-B -Các Liên đoàn Biệt động quân Tổng trừ bị (Hậu cứ ở Sài Gòn-Gia Định. Hoạt động ở bất cứ nơi nào trên khắp 4 Quân khu theo nhu cầu chiến sự). Trực thuộc Bộ chỉ huy Biệt động quân Trung ương (Binh sở đặt ở trại Đào Bá Phước, đường Tô Hiến Thành, Sài Gòn), dưới sự Tổng chỉ huy và điều động của Bộ Tổng Tham mưu, thống thuộc vào Quân đoàn, Sư đoàn hoặc Tiểu khu, nơi Liên đoàn tăng phái hoặc đóng quân:
-Liên đoàn 4 (Trước đó trực thuộc Bộ chỉ huy Biệt động quân Quân khu 4, Tổng trừ bị cho Quân đoàn IV), Liên đoàn 6, Liên đoàn 7, Liên đoàn 8 và Liên đoàn 9.

Một Trung đoàn Bộ binh có 4 Tiểu đoàn. Các Lữ đoàn Nhảy dù, Thủy quân Lục chiến và Liên đoàn Biệt động quân chỉ có 3 Tiểu đoàn.

### Sách tiếng Việt
- Cục Tâm Lý Chiến (1965). Chiến sĩ Cộng Hòa. Cục Tâm Lý Chiến.